# Frank Moore Cross
Frank Moore Cross, Jr. (Ross, Califórnia, 13 de julho de 1921 — Rochester, Nova Iorque, 17 de outubro de 2012) foi um professor e estudioso norte-americano.
Foi mais conhecido pelo seu estudo e trabalho na interpretação dos Manuscritos do Mar Morto.